# Alexander Beihammer
Alexander Daniel Beihammer (* 19. März 1970 in Salzburg) ist ein österreichischer Byzantinist, der an der Universität Zypern und an Notre Dame lehrt. Zu seinen Spezialgebieten gehören die Urkundenlehre, die muslimisch-byzantinischen Beziehungen und die institutionellen und sozialen Veränderungen in den fränkischen Territorien des Byzantinischen Reiches.
Nach dem Magisterstudium an der Wiener Universität mit den Fächern Arabistik und Islamwissenschaften sowie Byzantinistik und neugriechische Philologie absolvierte Beihammer den Kurs des Instituts für Österreichische Geschichtsforschung, den er 1995 mit dem Staatsexamen abschloss. Die intensive Ausbildung in den Historischen Hilfswissenschaften konnte er in der Dissertation „Nachrichten zum byzantinischen Urkundenwesen in arabischen Quellen (565–811)“ mit seinen anderen Fächern verknüpfen und im September 1999 promovieren. Byzantinische Diplomatik blieb ein Schwerpunkt seiner Forschungen. Dazu gehört seine Mitarbeit an der Neuausgabe der Dölgerschen „Regesten der Kaiserurkunden des oströmischen Reiches“. Bei der Prosopographie der mittelbyzantinischen Zeit zählt er zu den externen Mitarbeitern.
Zunächst Mitarbeiter des Instituts für Geschichtsforschung, dann von 1997 bis 2001 der Kommission für Byzantinistik der Österreichischen Akademie der Wissenschaften, ging er im September 2001 als Gastdozent an die Universität Zypern, wo er am 1. März 2003 zum Assistenzprofessor für Byzantinische Geschichte ernannt wurde. 2008 lehnte er einen Ruf nach Wien ab und wurde Associate professor in Nikosia; im Februar 2015 wurde er Ordinarius, ist aber seit August 2015 beurlaubt, um in Indiana zu lehren und zu forschen.

## Veröffentlichungen (Auswahl)
- Nachrichten zum byzantinischen Urkundenwesen in arabischen Quellen (565–811) (= Poikila byzantina. Bd. 17). Habelt, Bonn 2000, ISBN 3-7749-3011-2.
- Quellenkritische Untersuchungen zu den ägyptischen Kapitulationsverträgen der Jahre 640–646, (= Österreichische Akademie der Wissenschaften, phil.-hist. Klasse, Sitzungsberichte. Bd. 671). Verlag der Österreichischen Akademie der Wissenschaften, Wien 2000, ISBN 3-7001-2875-4.
- Griechische Briefe und Urkunden aus dem Zypern der Kreuzfahrerzeit. Die Formularsammlung eines königlichen Sekretärs im Vaticanus Palatinus Graecus 367 (= Quellen und Studien zur Geschichte Zyperns. Bd. 57). Zyprisches Forschungszentrum, Nikosia 2007, ISBN 978-9963-0-8107-3.